# Somewhere I've never travelled
Somgewhere I've never travelled is het tweede studioalbum van de Amerikaanse muziekgroep Ambrosia. Het album werd opgenomen in geluidsstudio Mama Jo’s in North Hollywood. Als muziekproducent trad daarbij Alan Parsons op, die hun debuutalbum had gemixt; executive muziekproducent is Freddie Piro. Parsons hield er een nominatie voor een Grammy Award aan over.
Ambrosia bewoog zich in die dagen binnen de softrock met invloeden van de progressieve rock (muzikale wendingen, instrumentale gedeelten), gelardeerd met klassieke muziek (Frédéric Chopin) aangevuld met bijzondere muziekinstrumenten (kerkorgel). Recensenten noemden invloeden van Yes, Blood, Sweat & Tears, Moody Blues, Keith Emerson, Paul McCartney, Gordon Lightfoot, Peter Gabriel (Genesisperiode) en Beach Boys. Het blad Rolling Stone had in 1977 zelf het idee dat Ambrosia zelf geen eigen stijl had.  
Van het album werden twee singles afgehaald Can’t let a woman/The brunt en Runnin’ away. Dat laatste nummer werd ook in Nederland als promotiesingle geperst (dus niet voor de verkoop) en kreeg als B-kant mee Magical mystery tour, een cover van het nummer van  The Beatles. Ambrosia zou zich daarbij hebben laten begeleiden door het London Symphony Orchestra en Royal Philharmonic Orchestra onder leiding van Harry Rabinowitz onder muziekproducent Lou Reizner. Ze hadden het opgenomen voor de documentaire All This and World War II. Deze singles haalden de hitparades niet, maar het album scoorde zeventien weken in de Billboard 200 met als hoogste notering plaats 79. Voor zover na te gaan haalde Ambrosia nooit een notering in Europese hit- en albumlijsten.  
Bijzondere vermelding verdiende de platenhoes; deze kon (althans bij de elpee) uitgevouwen worden tot een piramide. 

## Musici
- David Pack – gitaren- stringsynthesizer, zang (tracks 2, 3, 4, 7, 8, 9), Fender Rhodes (8)
- Christopher North – akoestische en elektrische gitaren, zang
- Joe Puerta – basgitaar, Moog baspedalen, gitaar (5) en zang (2, 3, 5, 6, 7, 10)
- Burleigh Drummond – drumstel, percussie, fagot, zang (1)

Met
- Daniel Kobialka – viool
- Ruth Underwood – marimba (8)
- Ian Underwood – saxofoon (8)
- orkest onder leiding van Andrew Powell (tracks 3, 8, 10); Powell verzorgde orkestratie; opnamen in de Abbey Road Studios, Londen
- Cal Arts African Ensemble onder leiding van Kobla en Alfred Ladzekpo

## Muziek
| Nr. | Titel                                           | Duur |
| --- | ----------------------------------------------- | ---- |
| 1.  | And… (Drummond)                                 | 0:47 |
| 2.  | Somewhere I’ve never travelled (Pack, Puerta)   | 4:09 |
| 3.  | Cowboy star (Ambrosia)                          | 6:20 |
| 4.  | Runnin’ away (Pack)                             | 3:27 |
| 5.  | Harvey (Puerta)                                 | 1:27 |
| 6.  | I wanna know (Pack, Puerta)                     | 5:58 |
| 7.  | The brunt (Ambrosia)                            | 5:26 |
| 8.  | Danse with me George (Chopin’s plea) (Ambrosia) | 7:47 |
| 9.  | Can’t let a woman (Pack)                        | 4:18 |
| 10. | We need you too (Pack, Puerta)                  | 5:31 |